# اچ‌نوام‌اس اوترا (۱۹۳۹)
اچ‌نوام‌اس اوترا (۱۹۳۹) (به انگلیسی: HNoMS Otra (1939)) یک کشتی است که طول آن ۵۱ متر (۱۶۷٫۳۲ فوت) می‌باشد. این کشتی در سال ۱۹۳۹ ساخته شد.